# Ingvar Johansson (orgelbyggare)
Johan Anders Ingvar Johansson, född 17 april 1928 i Nyarp i Långaryds församling i dåvarande Jönköpings län, död 7 juli 1994 i Långaryds församling i Hallands län, var en svensk orgelbyggare och ägare till företaget Västbo Orgelbyggeri.

## Biografi
Johanssons farfar hade varit medhjälpare till orgelbyggare Johannes Andersson (1855–1922) i Nyarp, Långaryd. Redan som liten visade Johansson stor musikalitet och händighet i flera sysslor. Fadern Manfred Johansson vikarierade som kantor och i hemmet var det mycket sång och musik. Man spelade på en piporgel som farfar Johan Andersson byggt.
Kantor Ragnar Björkman intresserade sig tidigt för Johanssons möjligheter som musiker och lät honom spela på orgeln i Långaryds kyrka. Vid 18 års ålder avlade han organist- och kantorsexamen i Linköping. Han visade sig även duktig i måleri och snickeri och som kantor i Landeryds kyrka lät han förstå att han planerade något annat än att vara yrkesmusiker. I Landeryd fick han följa bygget och monteringen av en ny kyrkorgel tillverkad av Tostareds Kyrkorgelfabrik. Tillsammans med hustrun bosatte Johansson sig i Håcknaryd. I sitt hem byggde han sin första orgel av en del uttjänta delar från Tostared och en del egentillverkade delar. Han arbetade på en byggnadsfirma och på fritiden byggdes orgeln.
År 1958 byggdes en verkstad och maskiner inköptes. Köksinredningar och andra byggnadssnickerier tillverkades jämsides med delar till orglar. En sexstämmig orgel tillverkades och inköptes till Långaryds församlingshem. Om denna kunde domkyrkoorganisten Thure Olsson lämna ett gott utlåtande och därmed öppnades vägen till församlingar som behövde ny orgel. Som kantor och körledare hade Johansson ett stort kontaktnät utanför den egna församlingen. Sin första kyrkorgel byggde han åt Jälluntofta kyrka år 1963. 
Utöver nedanstående byggda orglar deltog Johansson i en del renoveringar av äldre orglar, exempelvis i Torskinge kyrka och Vallsjö gamla kyrka men han var även behjälplig med ett stort antal andra orglar.

## Orgelbyggen
| År   | Ursprunglig kyrka                             | Stift | Bild | Manualer | Pedal        | Stämmor | Bevarad orgel/fasad | Övrigt |
| ---- | --------------------------------------------- | ----- | ---- | -------- | ------------ | ------- | ------------------- | --- |
| 1963 | Långaryds församlingshem                      |       |      |          |              |         |                     | |
| 1963 | Jälluntofta kyrka                             |       |      |          |              |         |                     | |
| 1964 | Anderstorps kyrka                             |       |      |          |              |         |                     | |
| 1964 | Bors Missionskyrka                            |       |      |          |              |         |                     | |
| 1965 | Fröseke kapell                                |       |      |          |              |         |                     | |
| 1965 | Löt kyrka                                     |       |      |          |              |         |                     | |
| 1965 | Reftele kyrka                                 |       |      |          |              |         |                     | |
| 1965 | Gnosjö kyrka                                  |       |      |          |              |         |                     | |
| 1966 | Böda kyrka                                    |       |      |          |              |         |                     | |
| 1966 | Norra Möckleby kyrka på Öland                 |       |      |          |              |         |                     | |
| 1966 | Södra Unnaryds kyrka                          |       |      |          |              |         |                     | |
| 1967 | Gryteryds kyrka                               |       |      |          |              |         |                     | |
| 1967 | Högstorps kyrka                               | Växjö |      | 2        | Självständig | 9       | Ja/Ja               | Mekanisk orgel. |
| 1967 | Villstads kyrka                               |       |      |          |              |         |                     | |
| 1967 | Norra Hestra Missionskyrka                    |       |      |          |              |         |                     | |
| 1967 | Mariestads Missionskyrka                      |       |      |          |              |         |                     | |
| 1968 | Mjälahults kapell, Torup, kapellet avkristnat |       |      |          |              |         |                     | |
| 1968 | Falköpings Missionskyrka                      |       |      |          |              |         |                     | |
| 1968 | Anderstorps Missionskyrka                     |       |      |          |              |         |                     | |
| 1968 | Ölsremma Missionskyrka                        |       |      |          |              |         |                     | |
| 1969 | Jönköping Östra kapellet                      |       |      |          |              |         |                     | |
| 1969 | Starrkärrs kyrka                              |       |      |          |              |         |                     | Kororgel. |
| 1969 | Vapnö kyrka                                   |       |      |          |              |         |                     | |
| 1970 | Burseryds kyrka                               |       |      |          |              |         |                     | |
| 1970 | Södra Hestra församlingshem                   |       |      |          |              |         |                     | |
| 1970 | Tibro Missionskyrka                           |       |      |          |              |         |                     | |
| 1970 | Jönköpings Filadelfiakyrka                    |       |      |          |              |         |                     | |
| 1970 | Kolbäcks Missionskyrka                        |       |      |          |              |         |                     | |
| 1971 | Kalvsviks kyrka                               | Växjö |      | 2        | Självständig | 15      | Ja/Ja               | Mekanisk orgel. |
| 1971 | Ljungby Missionskyrka                         |       |      |          |              |         |                     | |
| 1972 | Vallsjö nya kyrka                             |       |      |          |              |         |                     | |
| 1972 | Öja kyrka                                     | Växjö |      | 2        | Självständig | 23      | Ja/Ja               | Orgeln är mekanisk. |
| 1972 | Gnosjö församlingshem                         |       |      |          |              |         |                     | |
| 1973 | Bergunda kyrka                                | Växjö |      | 1        | Bihängd      | 4       | Ja/Ja               | Orgeln år mekanisk. Orgeln såldes till Skirö kyrka.                                                                       |
| 1973 | Tallnäs kapell vid stiftsgården               |       |      |          |              |         |                     | |
| 1973 | Fegens kapell                                 |       |      |          |              |         |                     | |
| 1973 | Angered Hammarkull kapell                     |       |      |          |              |         |                     | |
| 1973 | Hjällbo kyrka                                 |       |      |          |              |         |                     | Kororgel. |
| 1973 | Vaggeryds Missionskyrka                       |       |      |          |              |         |                     | |
| 1973 | Rydaholms Missionskyrka                       |       |      |          |              |         |                     | |
| 1973 | Blidsbergs Missionskyrka                      |       |      |          |              |         |                     | |
| 1973 | Goteborgs Thomaskyrka                         |       |      |          |              |         |                     | |
| 1974 | Bergunda kyrka                                | Växjö |      | 2        | Självständig | 16      | Ja/Ja               | Orgeln är mekanisk. Fasaden är från 1770 års orgel, byggd av Pehr Schiörlin, Linköping. Fasaden fick nytt pedaltorn 1974. |
| 1974 | Dalums Missionskyrka                          |       |      |          |              |         |                     | |
| 1974 | Smålandsstenars Missionskyrka                 |       |      |          |              |         |                     | |
| 1974 | Bankeryds Missionskyrka                       |       |      |          |              |         |                     | |
| 1975 | Alvesta kyrka                                 |       |      |          |              |         |                     | |
| 1975 | Odensjö kyrka                                 |       |      |          |              |         |                     | |
| 1975 | Grönahögs kyrka                               |       |      |          |              |         |                     | |
| 1976 | Norrahammars kyrka                            |       |      |          |              |         |                     | |
| 1976 | Ytterbys kyrkas församlingshem                |       |      |          |              |         |                     | |
| 1976 | Jönköpings Immanuelskyrka                     |       |      |          |              |         |                     | |
| 1976 | Skara Missionskyrka                           |       |      |          |              |         |                     | |
| 1977 | Smålandsstenars kyrka                         |       |      |          |              |         |                     | Kororgel. |
| 1977 | Hamburgsunds kapell                           |       |      |          |              |         |                     | |
| 1977 | Andreaskyrkan Jönköping                       |       |      |          |              |         |                     | |
| 1978 | Hyltebruks kyrka                              |       |      |          |              |         |                     | Kororgel. |
| 1978 | Långaryds kyrka                               |       |      |          |              |         |                     | Kororgel. |
| 1978 | Vaggeryds kyrka                               |       |      |          |              |         |                     | |
| 1979 | Angelstads kyrka                              |       |      |          |              |         |                     | |
| 1979 | Pjätteryds kyrka                              |       |      |          |              |         |                     | |
| 1981 | Åsenhöga kyrka                                |       |      |          |              |         |                     | |
| 1981 | Ekenässjöns Missionskyrka                     |       |      |          |              |         |                     | |
| 1981 | Bottnaryds Missionskyrka                      |       |      |          |              |         |                     | |
| 1982 | Tånnö kyrka                                   |       |      |          |              |         |                     | |
| 1982 | Fristads Missionskyrka                        |       |      |          |              |         |                     | |
| 1982 | Nässjö Missionskyrka                          |       |      |          |              |         |                     | |
| 1983 | Glömminge kyrka                               |       |      |          |              |         |                     | |
| 1983 | Stenbrohults kyrka                            |       |      |          |              |         |                     | Kororgel. |
| 1983 | Liatorps församlingshem                       |       |      |          |              |         |                     | |
| 1983 | Hagfors Missionskyrka                         |       |      |          |              |         |                     | |
| 1984 | Växjö domkyrka                                | Växjö |      | 2        | Självständig | 24      | Ja/Ja               | Kororgel. Orgeln är mekanisk.                                                                                             |
| 1984 | Dalabergskyrkan                               |       |      |          |              |         |                     | |
| 1984 | Bäve församling                               |       |      |          |              |         |                     | |
| 1985 | Kånna kyrka                                   |       |      |          |              |         |                     | |
| 1985 | Långaryds kyrka                               |       |      |          |              |         |                     | |
| 1986 | Berga kyrka                                   |       |      |          |              |         |                     | Kororgel. |
| 1986 | Villstads kyrka                               |       |      |          |              |         |                     | Kororgel. |
| 1986 | Centrumkyrkan Bjuv                            |       |      |          |              |         |                     | |
| 1987 | Våthults kyrka                                |       |      |          |              |         |                     | |
| 1987 | Hede kyrka                                    |       |      |          |              |         |                     | |
| 1987 | Gislaveds Missionskyrka                       |       |      |          |              |         |                     | |
| 1988 | Tannåkers kyrka                               |       |      |          |              |         |                     | |
| 1988 | Vislanda kyrka                                |       |      |          |              |         |                     | Kororgel. |
| 1989 | Tutaryds kyrka                                |       |      |          |              |         |                     | |
| 1989 | Landeryds kyrka                               |       |      |          |              |         |                     | |
| 1989 | Rydaholms kyrka                               |       |      |          |              |         |                     | Kororgel |
| 1989 | Södra Unnaryds kyrka                          |       |      |          |              |         |                     | Renovering av läktarorgel                                                                                                 |
| 1990 | Bankeryds kyrka                               |       |      |          |              |         |                     | Kororgel. |
| 1990 | Dalstorps kyrka                               |       |      |          |              |         |                     | |
| 2005 | Oskarströms kyrka                             |       |      |          |              |         |                     | Kororgel. |